# Hole in the Bottle
Hole in the Bottle è un singolo della cantante statunitense Kelsea Ballerini, pubblicato il 27 maggio 2020 come terzo estratto dal terzo album in studio Kelsea.

## Pubblicazione
La canzone è inizialmente uscita il 28 febbraio 2020 come singolo promozionale, per poi essere inviata alle radio statunitensi come terzo singolo estratto dall'album il 27 maggio. Il 13 novembre 2020 ne è stata resa disponibile una versione remix in collaborazione con Shania Twain.

## Video musicale
Il video musicale, diretto da Hannah Lux Davis, è stato pubblicato il 31 agosto 2020.

## Tracce
Download digitale (remix)
1. Hole in the Bottle (con Shania Twain) – 3:08

## Classifiche
| Classifica (2021) | Posizione massima |
| ----------------- | ----------------- |
| Canada            | 41                |
| Stati Uniti       | 39                |